# François de France (1497)
Pour les articles homonymes, voir François de France, Dauphin François et François de Valois.
Titre
Dauphin de Viennois
juillet 1497 – Fin 1497
François de France, né en juillet 1497 et mort à la fin de 1497, est un prince français. Il est le cinquième enfant et quatrième fils du roi de France Charles VIII et de son épouse la reine Anne de Bretagne. Mort précocement, il est brièvement l'héritier de la couronne de France et titré dauphin de Viennois.